# Міжнародний ендокринологічний журнал
«Міжнаро́дний ендокринологі́чний журна́л» (рос. Международный эндокринологический журнал, англ. International journal of endocrinology, IEJ) — спеціалізований рецензований науково-практичний журнал, що видається в Україні.
Заснований у вересні 2005.
Проблематика: ендокринологія.
Свідоцтво про державну реєстрацію: КВ № 10273 від 10.08.2005 та КВ № 19313-9113ПР від 06.09.2012. Галузь науки: медицина.
Співзасновники: Буковинський державний медичний університет, Заславський Олександр Юрійович.

## Редколегія
Головний редактор: Паньків Володимир Іванович, професор, доктор медичних наук.
Науковий редактор: Бойчук Тарас Миколайович, професор, доктор медичних наук